# All Saints Episcopal Church (Challoch)

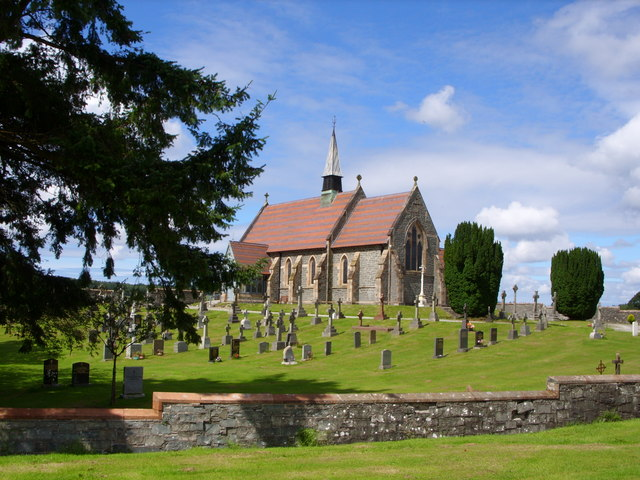
All Saints Episcopal Church

Die All Saints Episcopal Church ist ein Kirchengebäude der episkopalen Scottish Episcopal Church nahe der schottischen Kleinstadt Newton Stewart in der Council Area Dumfries and Galloway. 1991 wurde das Bauwerk in die schottischen Denkmallisten in der höchsten Denkmalkategorie A aufgenommen.

## Geschichte
Ursprünglich wurde die Kirche als Privatkapelle für Edward James Stopford-Blair von Penninghame House erbaut. Für den Entwurf zeichnet das Londoner Architekturbüro Habbershon & Pate verantwortlich. Nachdem der Grundstein am 16. November 1871 gelegt wurde, nahm Bischof Wilson am 8. November des folgenden Jahres die Konsekration vor. Die Installation der Orgel erfolgte 1881. Die von Harston in Newark-on-Trent gefertigte Anlage wurde 1992 restauriert und scheint das einzige noch funktionstüchtige Exemplar des Orgelbauers in Großbritannien zu sein. Testamentarisch vermachte Stopford-Blair das Gebäude 1885 der Diözese Glasgow and Galloway der Scottish Episcopal Church.

## Beschreibung
Die All Saints Episcopal Church steht abseits der A714 am Nordrand des Weilers Challoch rund drei Kilometer nordwestlich von Newton Stewart. Der Cree fließt rund 200 m östlich. Das Mauerwerk besteht aus dunklem Stein, der zu unregelmäßigen Quadern behauen wurde. Abgesetzt sind die kontrastierenden Natursteineinfassungen aus rotem Sandstein. Das Gebäude gliedert sich in zwei Teile, das Langhaus und der im Osten anschließende, etwas schmalere Chor. Gestufte Strebepfeiler gliedern die Fassaden vertikal. In die vier Achsen weiten Seitenfassaden sind Lanzettfenster eingelassen. Links tritt an der Südseite ein hölzerner Vorbau auf Steinsockel heraus. Eine Treppe führt in die Krypta. Das Langhaus schließt mit einem Satteldach. Rechts sitzt der Glockturm als schlanker Dachreiter mit spitzem Helm auf. Die Giebelseite des Chors ist mit einem Maßwerk aus drei Lanzettfenstern gestaltet.